# Carbonate de plomb(II)
Pour les articles homonymes, voir Carbonate de plomb (homonymie).
Le carbonate de plomb(II), ou simplement carbonate de plomb, est un composé inorganique de formule PbCO3. 

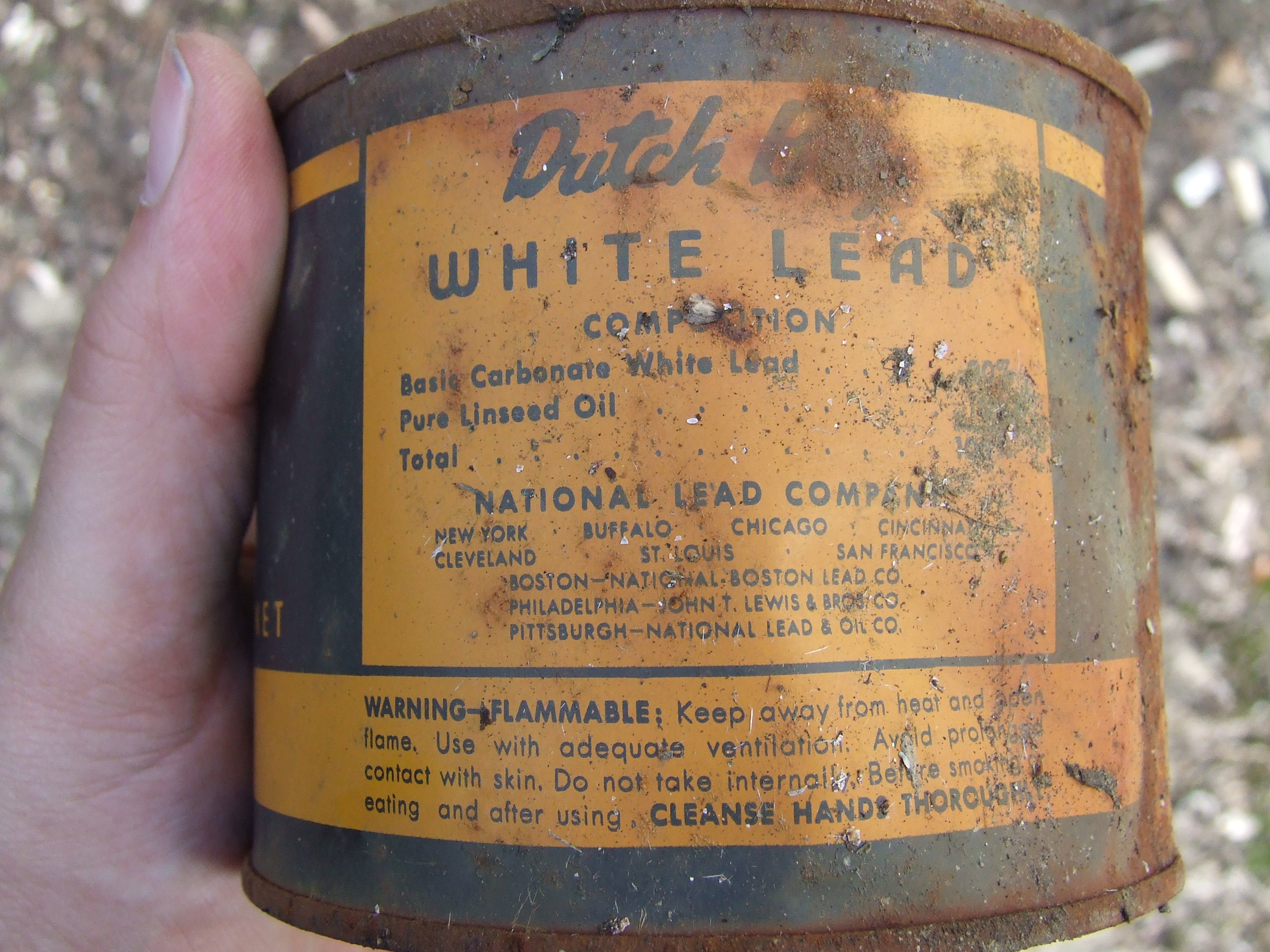
Boite de peinture blanche à base de « carbonate de plomb basique » et d'huile de lin ; toxique et source de saturnisme, aujourd'hui interdite

Le carbonate de plomb est un produit industriel, la céruse, mais il existe aussi à l'état naturel, sous la forme du minéral appelé cérusite.
La céruse a été jusqu'à son interdiction le pigment blanc, utilisé aussi comme opacifiant de la peinture à l'huile, sur laquelle elle a un effet siccatif.
C'est un polluant qui peut être trouvé dans les sols et/ou scories industrielles dans ou à proximité des usines métallurgiques raffinant le plomb.

## Préparation
Il est préparé industriellement à partir d'acétate de plomb(II) et de dioxyde de carbone.